# Saitō Kiyoshi
Saitō Kiyoshi (japanisch 斎藤 清; 27. April 1907 in Bange (heute: Aizu-Bange), Präfektur Fukushima – 14. November 1997) war ein japanischer Farbholzschnitt-Künstler der Shōwa-Zeit.

## Leben und Werk
Saitō wurde in Bange geboren, verbrachte seine Jugend aber auf Hokkaidō. Während er in Otaru ein Geschäft für die Gestaltung von Firmenschildern führte, studierte er bei Narita Gyokusen Ölmalerei und Design. 1932 ließ er sich in Tokyo nieder und führte sein Studium der Ölmalerei an der privaten Hongō-Kunstschule weiter. 1937 schloss er sich Ono Tadashiges „Formgebende Drucke Gesellschaft“ (造形版画協会, Zōkei hanga kyōkai) an.
Das Anfertigen von Farbholzschnitten begann Saitō als Autodidakt. Seinen ersten Erfolg hatte er mit Holzschnitten von verschneiten Dörfern seiner Heimat Aizu, die ab 1938 entstanden waren und die er 1942 unter Kriegsbedingungen in einem Papiergeschäft zeigte. Gleich nach dem Krieg stellte er zusammen mit Hiratsuka Un’ichi und Kawanishi Hide aus in einer Galerie neben dem Imperial Hotel. Dort verkaufte er seine ersten Drucke.
1950 wurde er Mitglied in der Künstlergesellschaft Kokugakai. 1951 überraschte er die japanischen Kunstexperten, als er, zusammen mit dem japanischen Graphiker Komai Tetsurō (1920–1976), mit seinem  Holzschnitt, ein Blumenbild,  den ersten Preis auf der Biennale von São Paulo 1951 gewann. Dann erhielt er eine Einladung, in Ann Arbor, Michigan von 1956 bis 1957 Holzschnitt zu unterrichten, was ihn in den USA bekannt machte.
Später verzichtete Saitō in seinen Werken auf Tiefenwirkung. Seine Drucke von Frauen, Katzen, aber auch, angeregt durch einen Besuch der Katsura-Villa 1954, von Gebäuden, sind in ein, zwei Ebenen ausgeführt. Dabei ließ er auch die Holzmaserung zur Bildgestaltung wirken. (Drucke mit diesem Gestaltungselement werden als Mokume-zuri bezeichnet.) Seine Werke, die in moderner Form japanische Ästhetik vermitteln, fanden und finden vor allem im Ausland große Beachtung.